# Lillsjöslåttern
Lillsjöslåtterns naturreservat ligger i Anundsjö socken och Örnsköldsviks kommun. Den är belägen vid norra änden av Lillsjön, omkring tre kilometer nordväst om byn Rödvattnet. Reservatet består av en siläng som bevarats och fortfarande brukas på gammalt vis. Det är en av de sista silängarna i Sverige, som visar hur man genom att leda ut syrerikt vatten på myren kunde öka slåttermyrens produktionsförmåga. Det som skördades dominerades av flaskstarr och fräken som hässjades och förvarades i lador så det kunde köras hem under vintern, när is och tjäle underlättade transporten.
Reservatet omfattar 5 hektar och bildades 1980. Det är också utsett till Natura 2000-område.

## Galleri

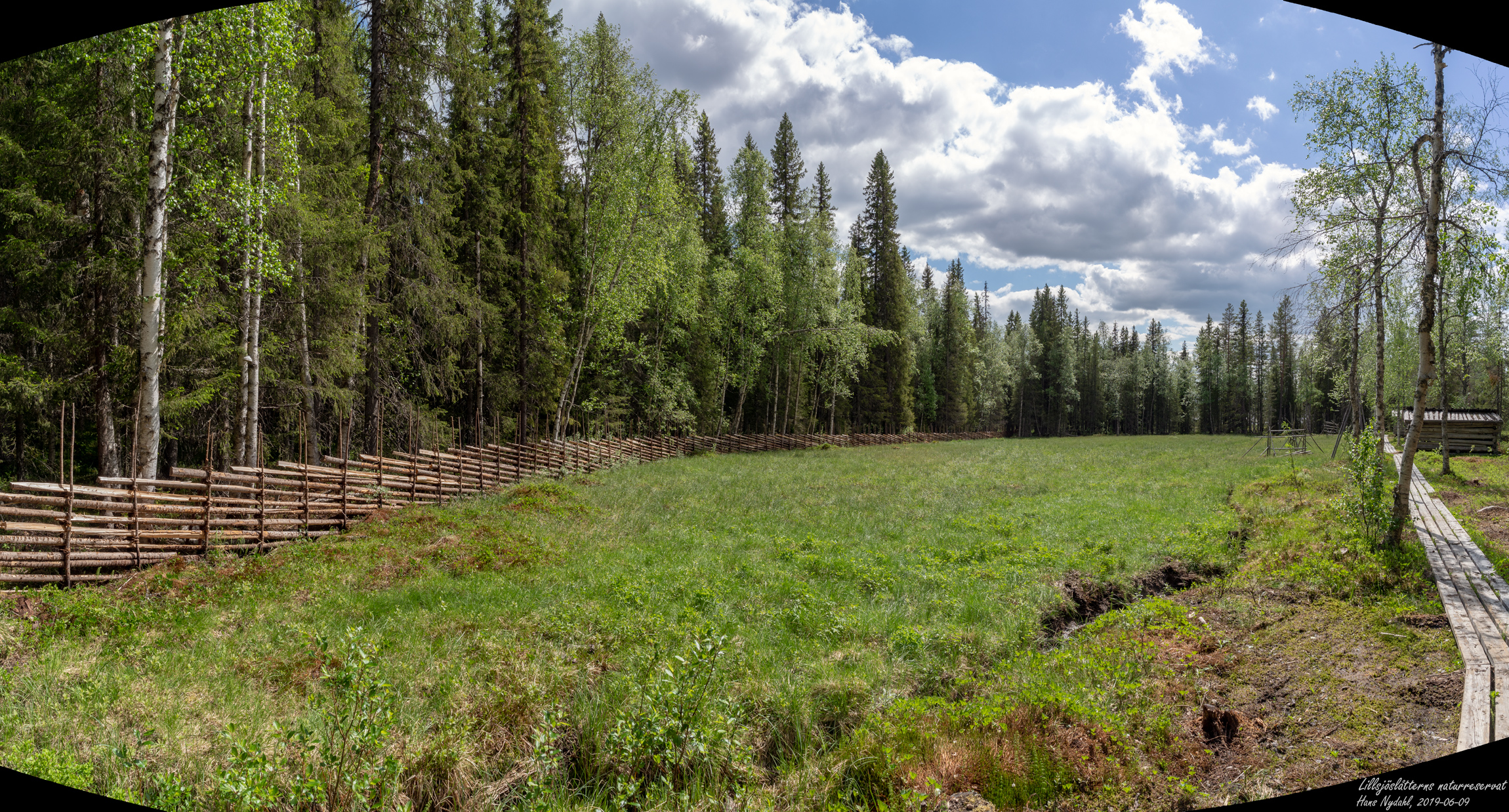
Lillsjöslåtterns naturreservat - norra silängen.
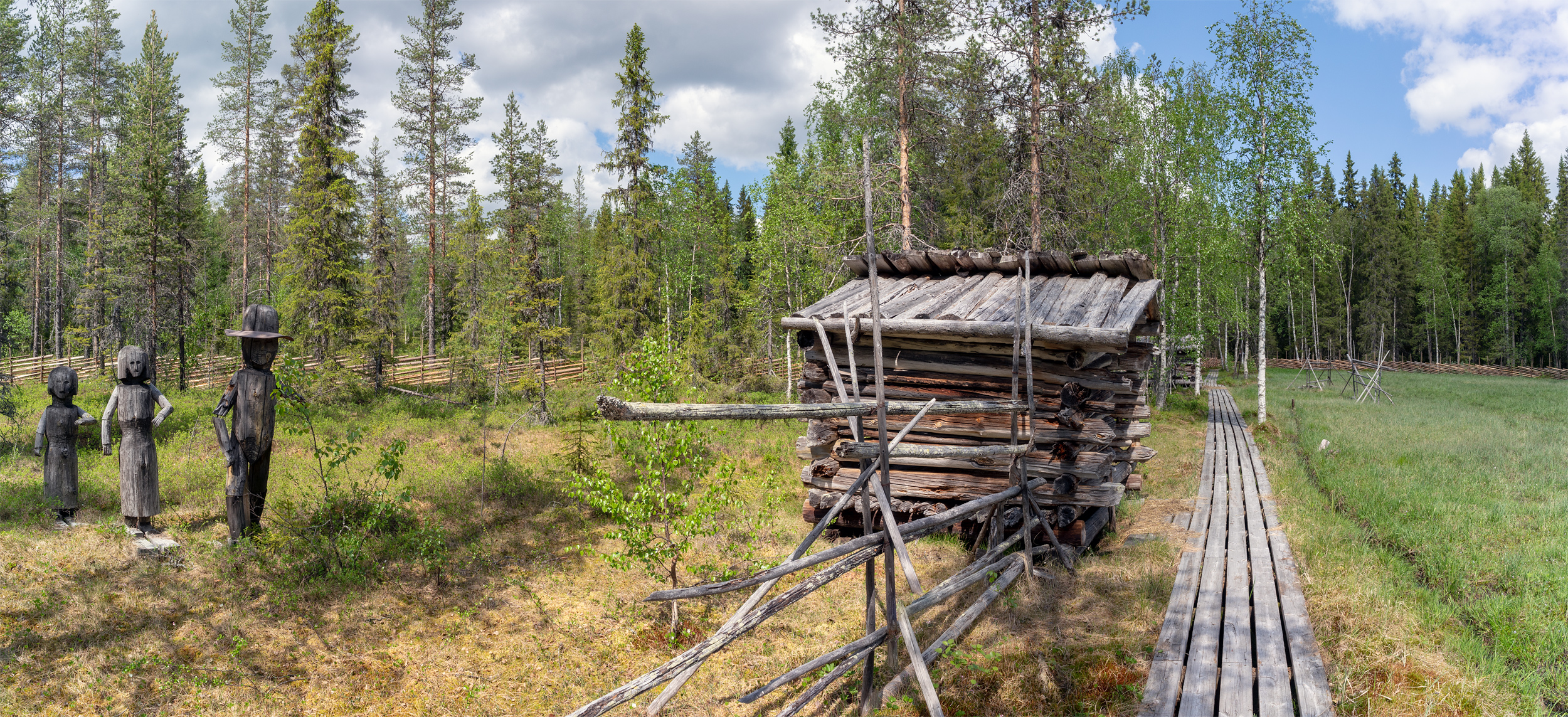
Slåtterfolket, lada och hässjor.
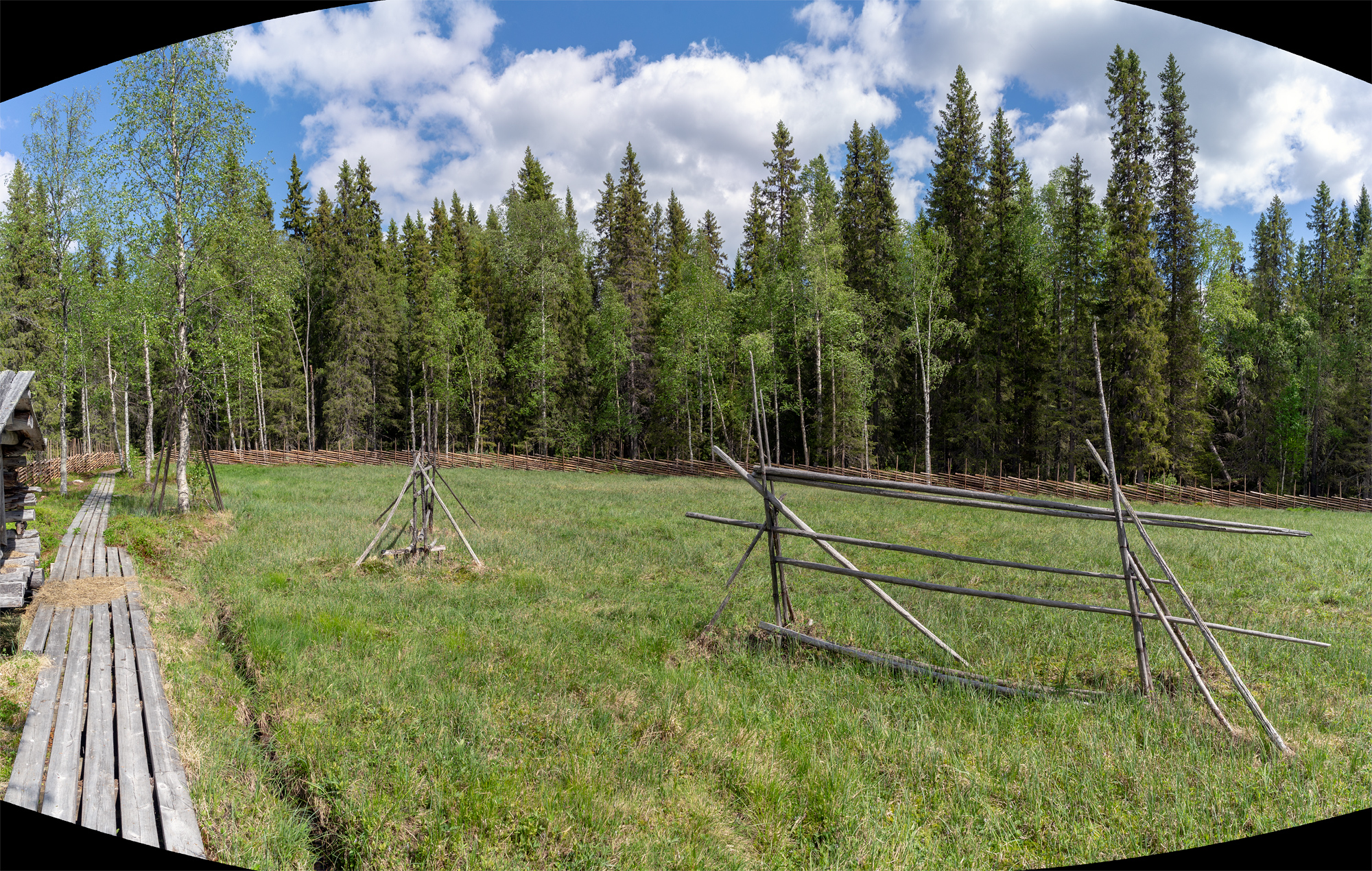
Lillsjöslåtterns naturreservat - hässjor vid norra silängen.

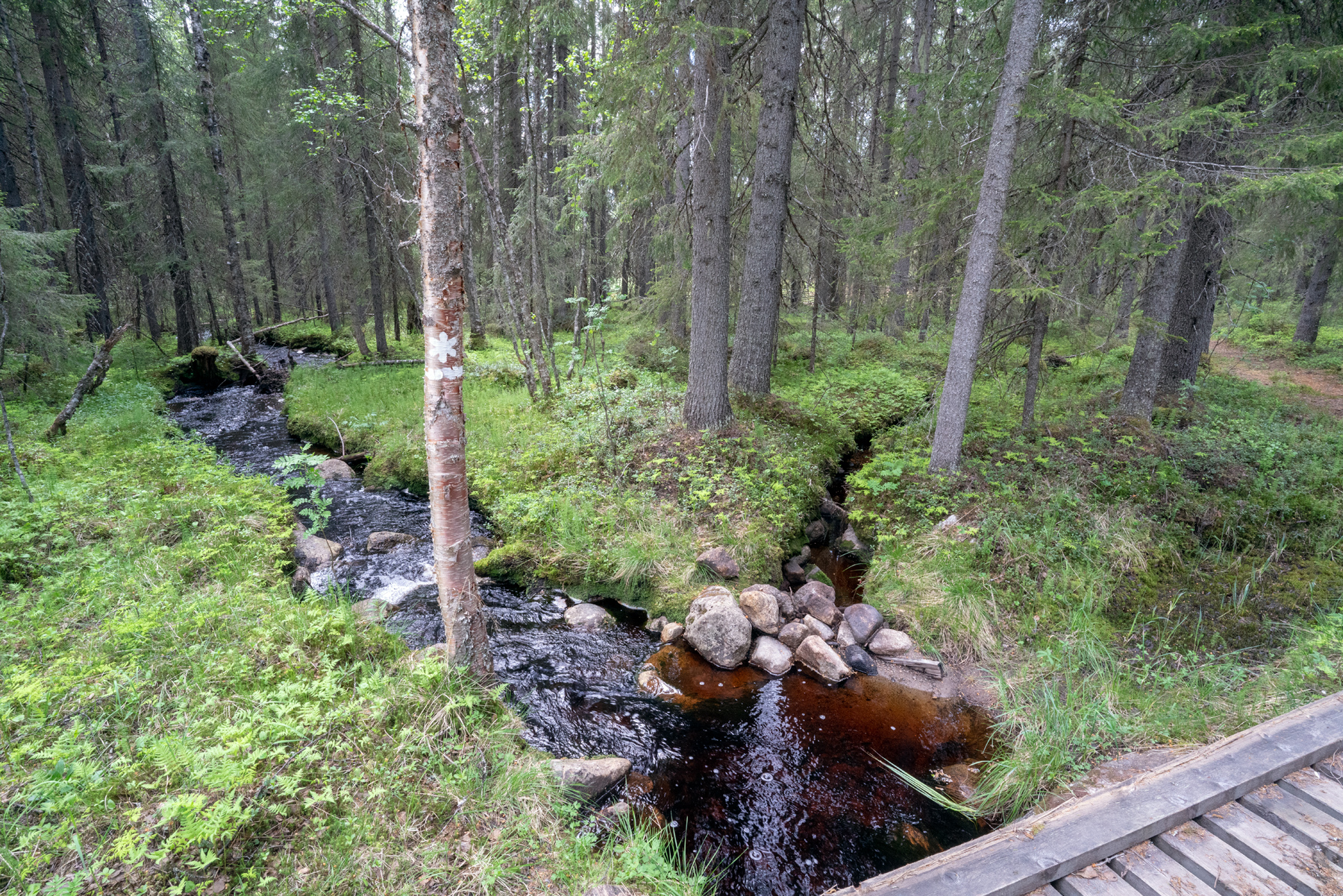
Stenarna hindrar Gulltjärnsbäcken att rinna ner mot silängarna. Samma stenar används också för att stänga för bäckens naturliga lopp så att vattnet rinner ner mot silängarna.
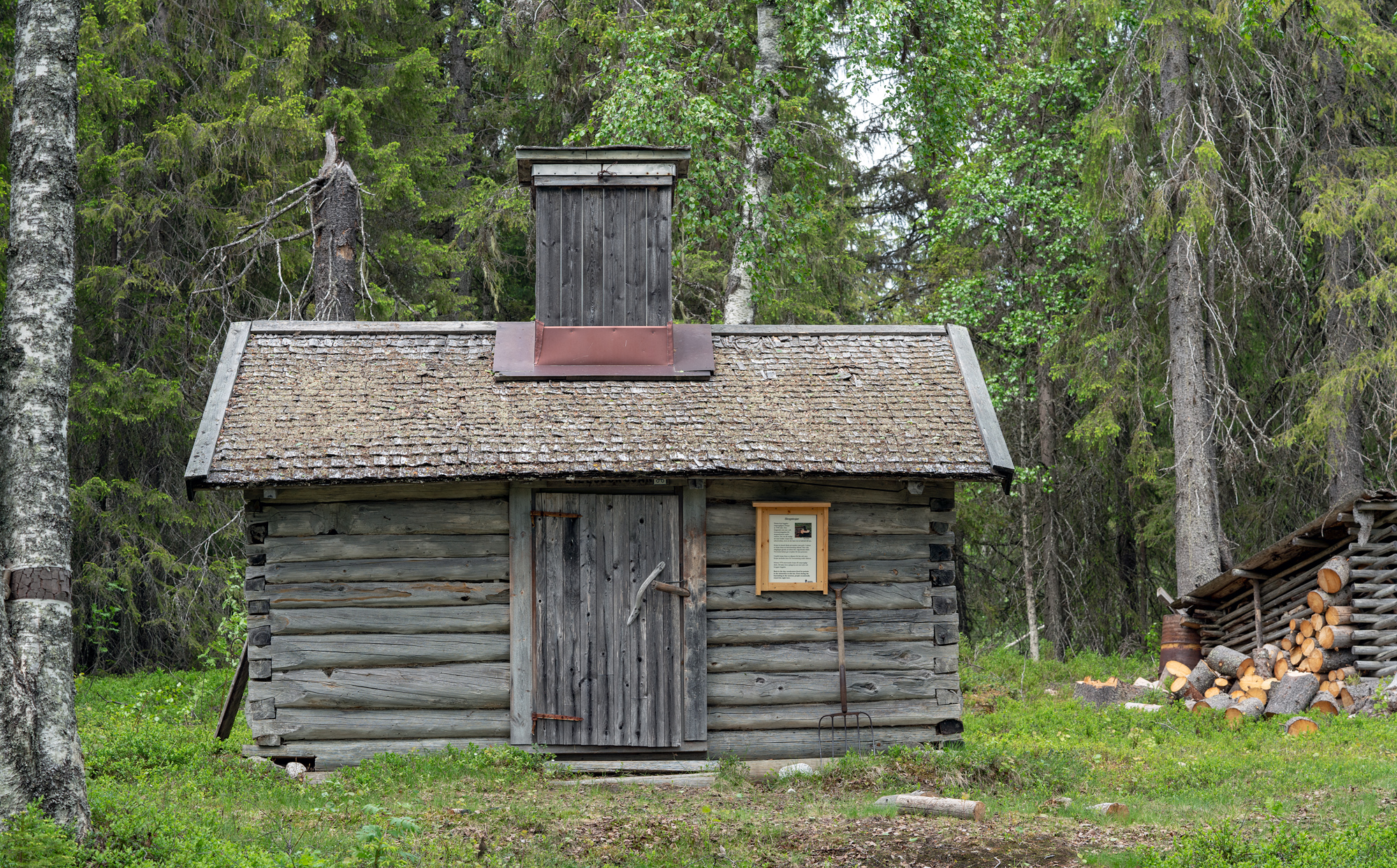
Skogskoja från 1930-talet som användes som rast- och övernattningsstuga av skogsarbetarna vintertid.
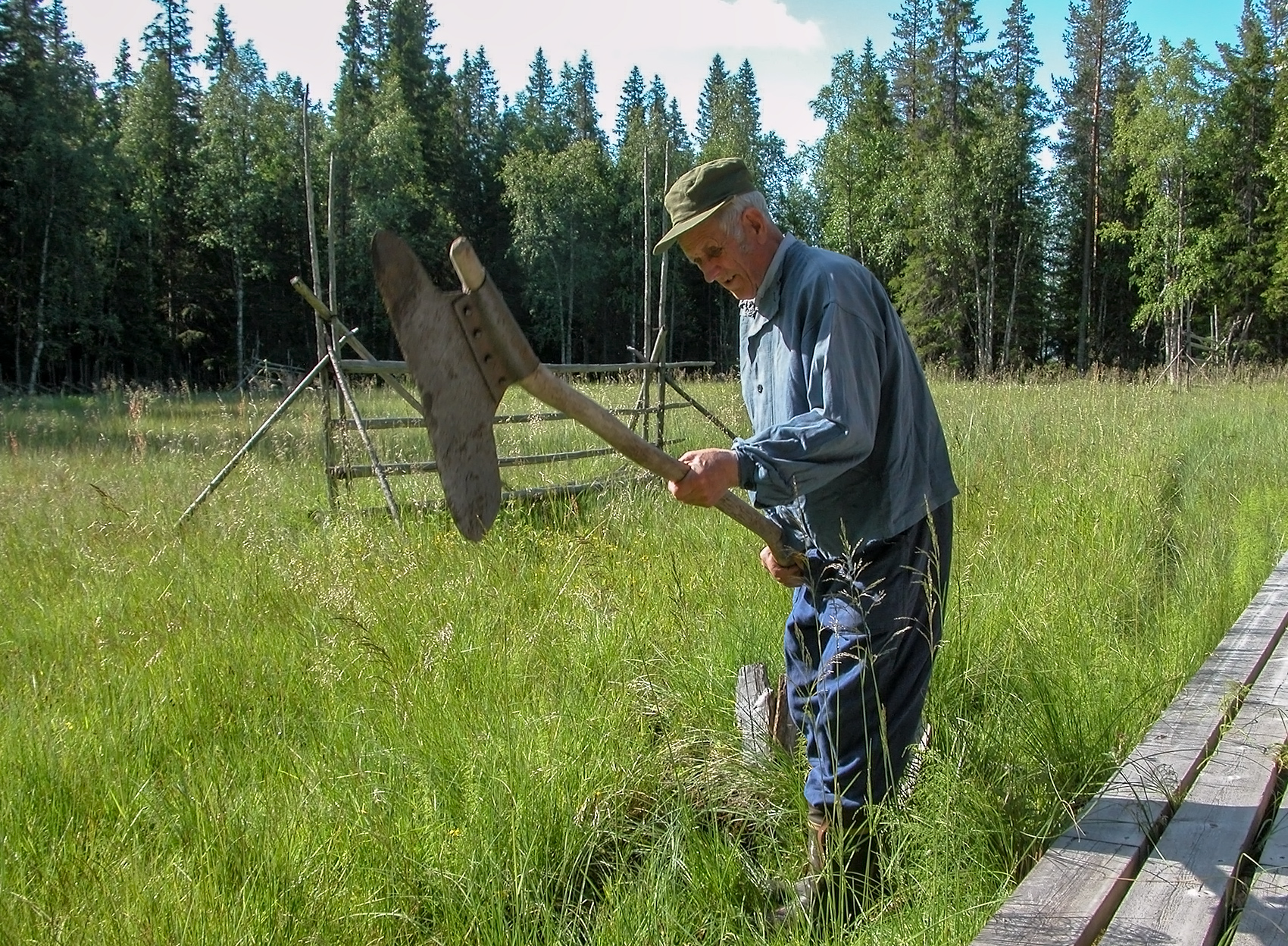
Markägaren Allan Sällström visar hur man underhåller bevattningskanalerna med förhuggare (juli 2003).

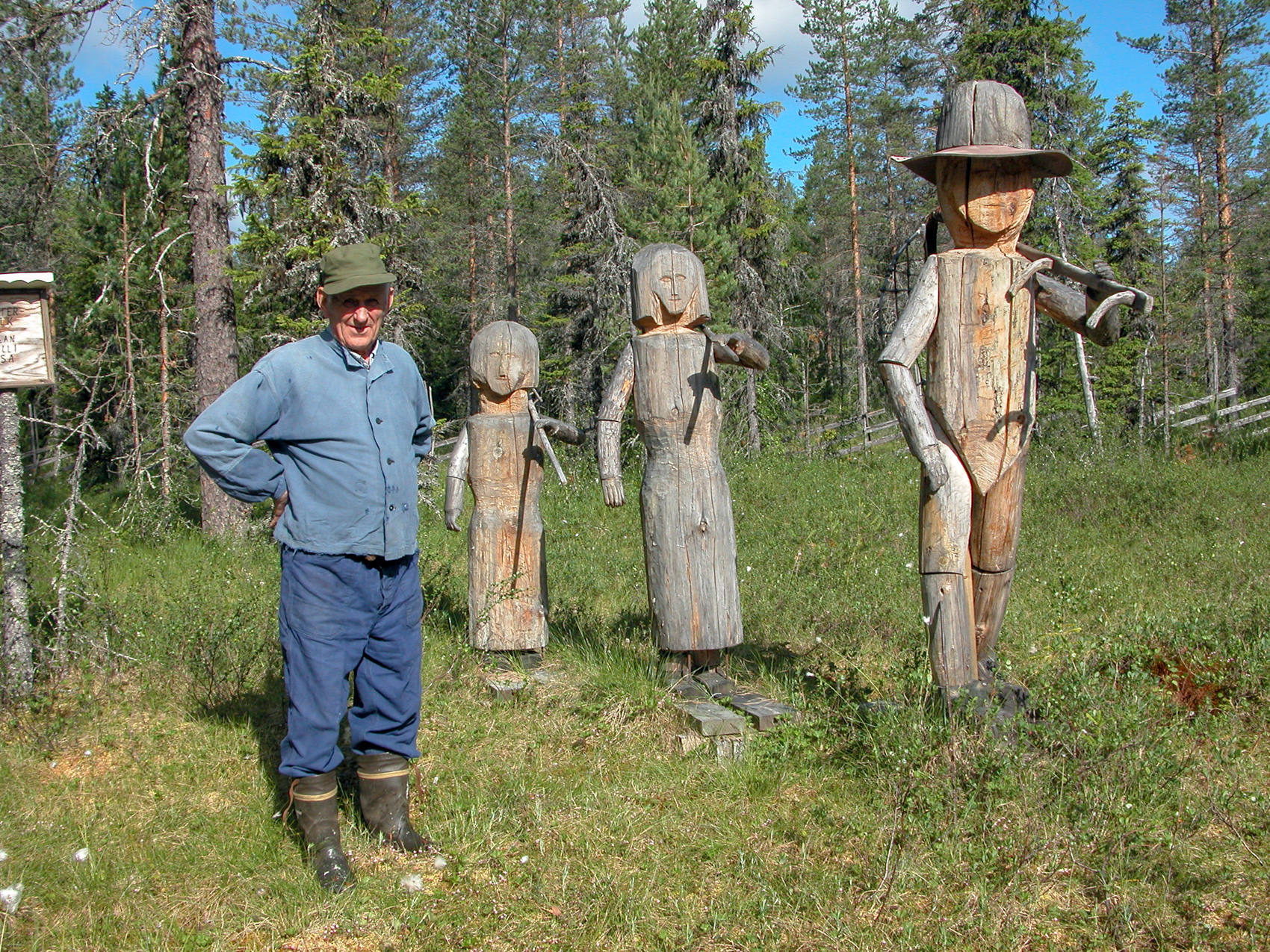
Allan Sällström poserar vid slåtterfolket han tillverkat (juli 2003).
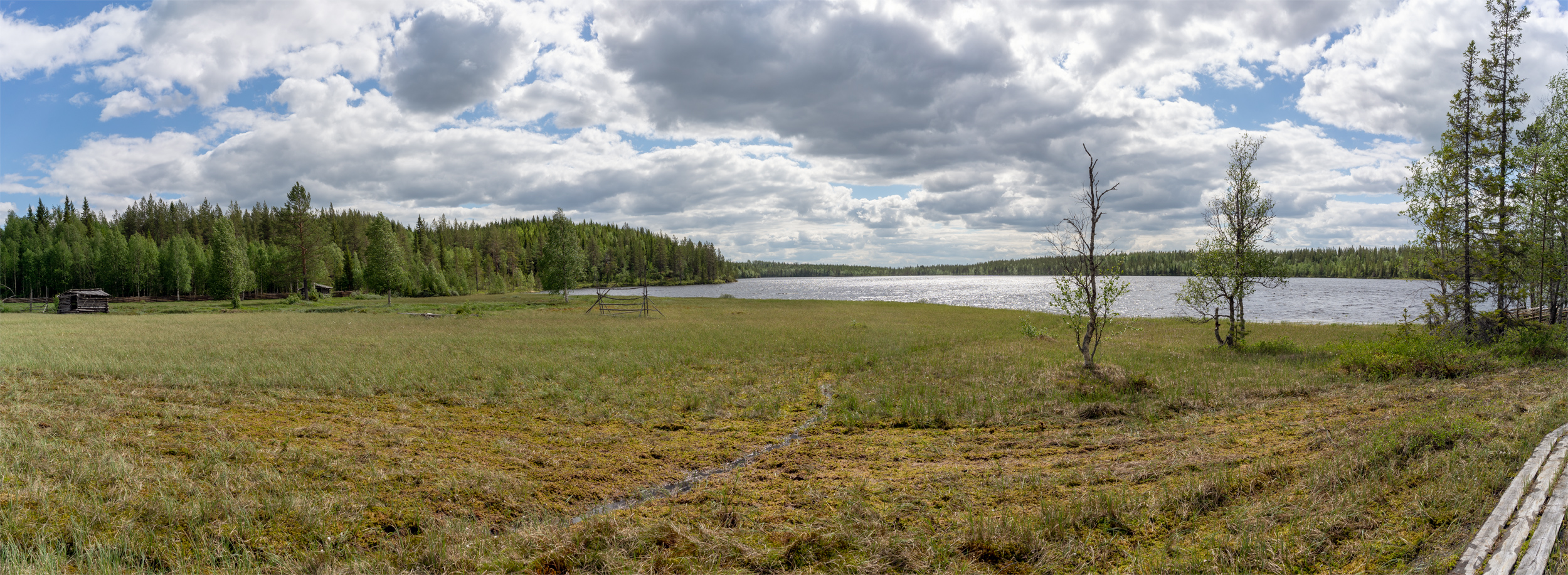
Lillsjöslåtterns naturreservat - västra silängen och Lillsjön.